# Pablo Tillac
Pour les articles homonymes, voir Tillac.
 (avril 2013).
Si vous disposez d'ouvrages ou d'articles de référence ou si vous connaissez des sites web de qualité traitant du thème abordé ici, merci de compléter l'article en donnant les références utiles à sa vérifiabilité et en les liant à la section « Notes et références ».
Jean-Paul Tillac, dit Pablo Tillac, né le 14 avril 1880 à Angoulême et mort le 15 octobre 1969 à Cambo-les-Bains, est un peintre, graveur, sculpteur et illustrateur français.

## Biographie
Jean-Paul Tillac, né à Angoulême en 1880, suit les cours de l'École des beaux-arts de Paris dans les ateliers de Jean-Léon Gérôme, Fernand Cormon, Jacquet, Waltner et Oscar Roty. Il travaille avec des techniques variées : huile, aquarelle, fusain, pastel, sanguine, mine de plomb, estampe. 
De 1903 à 1910, il séjourne à New York, à Cuba. Il enseigne le dessin au Texas, puis il va en Angleterre. Il revient en Europe en 1911 et il s'installe définitivement à Cambo-les-Bains (Pyrénées-Atlantiques) en 1919, sans pour autant renoncer à voyager et travailler en Espagne (à  Barcelone, Madrid, Tolède, Elche) et au Pays basque (Bilbao…). Sa mère et son frère Henri le rejoignent.
Pablo Tillac parcourt les marchés, se rend dans les églises et les trinquets de Cambo et des environs, esquissant les scènes de la vie quotidienne, qu'on peut considérer aujourd'hui comme des documents ethnographiques.
Il donne également des conférences et publie des articles à caractère ethnographique. Les paysages, les coutumes et les Basques sont une source constante d'inspiration jusqu'à sa mort. Il illustre de nombreux livres et publications. Passionné pour le monde ibérique, au point d'adopter le prénom Pablo, il connaît bien la culture gréco-latine. Il pratique, outre le français, le basque, l'arabe, le grec, l'anglais, l'hébreu et le castillan. 
Pablo Tillac fait partie de la Société des sciences, lettres et arts de Bayonne, et de la Société d'études basques.

## Œuvre ethnographique
- Illustration des Sorcières de Zugarramurdi de Claude Dendaletche : église, maisons du village, grotte et ruisseau de Zugarramurdi constituent la toile de fond des vingt grandes illustrations à l’encre de chine sur la sorcellerie, réalisées à partir de 1928.
- En 1954, une Contribution à l’étude sur la race basque (VIIIe Congrès d’Études Basques)[1] : il s'agit de considérations sur le type des Basques. Pablo Tillac a reproduit une collection d’environ 2 000 types euskariens au hasard de ses rencontres, des deux côtés de la frontière.

## Illustrations
- Illustrations pour des journaux comme Gure Herria et Eusko Yakintza, en 1914 : La Sphère, Le Studio
- Illustration des œuvres de Bernardo Estornes Lasa avant 1936.
- Jean Barbier (ill. Pablo Tillac), Légendes basques [« Légendes basques: d'après la tradition »], Donostia; Baiona, Elkar argitaletxea, 1991 (1re éd. 1931; Delgrave), 147 p. (ISBN 8475299598 et 9788475299594, OCLC 25047824)
- Pierre Rectoran. Corsaires basques et bayonnais. Visages du Pays basque.
- James Oliver Curwood. Les chasseurs de loups. Paris, Éditions G. Crès, 1926. Illustrations de J.-P. Tillac (9 en couleurs hors-texte et 48 en noir dans le texte).
- Jean-Baptiste Daranatz. Curiosités du Pays basque. Bayonne, Lasserre, 1927. 2 tomes, illustrations de J.-P. Tillac.
- Pierre Loti. Ramuntcho. Éditions Henri Cyral, 1931. Illustrations de J.-P. Tillac. Collection française.

## Expositions
- Buenos Aires, 1947
- Musée Basque, Bayonne. Du 18 décembre 2018 au 26 mai 2019 :  "Pablo Tillac d'une guerre à l'autre 1914 - 1940", dessins inédits, encres des Sorcières de Zugarramurdi et autres œuvres.

## Œuvres au musée basque et de l'histoire de Bayonne
Pablo Tillac participe au mouvement d'enrichissement des collections du nouveau musée basque et de l'histoire de Bayonne et de la tradition bayonnaise dès 1924. Il donne une partie de son œuvre de son vivant au musée. Une autre partie, après sa mort, retourne à Cambo.
De nombreuses œuvres de Pablo Tillac sont conservées dans les collections du musée, dont :
- Portrait de vieille basquaise, gravure, épreuve d'artiste réalisée sur un papier du XVIIIe siècle (Inv. no 615)
- Portrait de vieux Basque dit Eskualduna, gravure, premier état (Inv. no 616)
- Vue de l'église de Bidarray, gravure, épreuve d'artiste, 1923 (Inv. no 617)
- La Rue des cochons à Cambo, gravure (Inv. n° Est. 3490)
- Projet d'affiche pour le concours de la Fédération française de pelote basque, gouache, 1928 (Inv. Est. 3504)
- Modèle pour le Monument au pelotari Chilhar, médaillon en plâtre, 1927 (Inv. no 2033)
- Douze médaillons en plâtre patiné, 1920 (Inv. no 101)
- Projets de médaille (Inv. no 69.23.1 et no 69.22.1)